# Arvo Aaltonen
Arvo Aaltonen (n. 2 decembrie 1892, Pori, Marele Principat al Finlandei, Imperiul Rus – d. 17 iunie 1949, Pori, Turku and Pori Province⁠(d), Finlanda) a fost un înotător finlandez, medaliat olimpic. A participat la 3 ediții ale Jocurilor Olimpice (1912, 1920, 1924) în care a câștigat două medalii de bronz.